# Coves del Bolet
Les Coves del Bolet són un jaciment arqueològic del municipi de Mediona a la comarca de l'Alt Penedès, inclòs a l'Inventari del Patrimoni Arqueològic i Paleontològic de Catalunya.

## Cronologia
La seva cronologia és bastant extensa amb proves de l'Epipaleolític (-9000/-5000), el Neolític antic (-5500/-3500), el Neolític mitjà (-3500/-2500), el Neolític final (-2500/-2200), el Bronze antic (-1800/-1500), el Bronze mitjà (-1500/-1200), Bronze final (-1200/-650), el Ferro-Ibèric Ple (-450/-200), el Ferro-Ibèric final (-200/-50), de l'època de Roma d'August (-27) i Edat mitjana (800/1492). En principi es tracta d'una cova natural que va servir d'habitació sense cap estructura conservada, però més tard va ser utilitzada com a lloc d'enterrament d'inhumació col·lectiu.

## Descobriment i historiografia
El jaciment està situat en un terreny de bosc espès de superfície calcària del Munchelkalk inferior, intensament carstificat, a la cara septentrional de la Serra de Font-rubí, Serralada del Bolet, a la vora esquerra del Torrent del Bolet. La gent de la zona sempre ha tingut present l'existència de les coves, per això en un primer moment les coves van patir l'efecte d'afeccionats clandestins, i per aquest motiu no es coneix l'estat que tenien abans de patir l'expoli de visitants que passaven o acampaven i recollien ceràmiques que trobaven. Va ser el 1950-1956 quan una de les actuacions d'afeccionats duta a terme per J. Lloret Rabassa, que era un aficionat a l'arqueologia, va permetre l'elaboració d'una col·lecció didàctica que va deixar a càrrec del Museu de Vilafranca del Penedès. Abans però a principis del segle xx, entre el 1901 i el 1922 Mn. Font i Sagué i Mn. Marià Faura Sans, van elaborar un mapa amb l'orografia i topografia que es va fer servir fins als anys 70. El 1992 la Universitat de Barcelona va dur a terme un projecte d'investigació per netejar el jaciment promogut per La pròpia universitat i el director de l'excavació Jordi Nadal i Lorenzo. Les excavacions fetes fins avui s'han centrat en el vestíbul principal.
En aquesta cova estan constatades ocupacions esporàdiques i més intenses, moments d'ús funerari i votiu. La primera ocupació és la de l'Epipaleolític microlaminar, però la manca de documentació d'estructures de l'excavació de 1972, a més del caire fragmentari de l'estrat IV, no aporten documents que puguin basar afirmacions d'aquests tipus. Durant el Neolític antic cardial, aquesta cova podia haver estat d'ús itinerant d'acord amb la simultaneïtat amb altres jaciments de la zona com la cova de la Guineu de Font-rubí, la cova de la Boira del Fondal de Valldellós, la cova de la Jeta i Bauma de Sílex amb què podria conformar un territori comú ocupat per un mateix grup o varis amb un cert lligam. En aquests sentit els estudi de J. Mestres sobre la fase del Neolític antic evolucionat, mostren un caràcter mixt de magatzem o ocupació.
Les ocupacions d'èpoques posteriors són més febles, combinat amb enterraments individuals i probablement successius de cronologia molt ample (Neolític final, Bronze antic), que suposen una remoció dels dipòsits funeraris. Les restes del Bronze final indicarien una ocupació esporàdica a més descarta l'opció de l'ús funerari donat que per aquest època al nord-est no s'inhuma en coves. Per època ibèrica es fa plausible la hipòtesi de J, de la Vega sobre l'ús com a lloc de santuari, donat la situació del material en la boca de gateres profundes, l'adscripció d'aquest material a un moment cultural d'ibèric tardà i canvi d'era, a més de la informació que es coneix de certs ritus i creences tel·lúrics entorn coves i avencs i de la manca de sòls d'ocupació.

## Troballes arqueològiques
La cavitat consisteix en un vestíbul principal abrigat i protegit del fred del nord, amb dues sales més d'accés difícil. El sostre té dos obertures amb material de vessant i és per això que rep el nom de coves, perquè es confonen les obertures amb diferents coves. L'excavació de V. Balldellou del 1972 consistí en 4 cales de 4 m² subdividides en quadres d'1 m² excavades amb mètode de coordenades Laplace-Mèroc. Els resultats de les cales van ser adscribibles a tres fases: Epipaleolític microlaminar amb 164 ascles, 5 làmines, 1 nucli i 25 útils analitzats pel mètode Fortea, dominant 36% de gratadors, seguit de 8% burins, 12% de làmines de dors rebaixat, 28% de denticulats, 4% de fractures retocades i 12% diversos. En un estrat intermedi es donen ceràmiques de tres moments del Neolític, que després de l'estudi dels materials que va fer J. Mestres durant la tesi doctoral ha mostrat que es tracten del Neolític antic cardial, l'Epicardial i sobretot del Neolític antic evolucionat, sobretot d'aquest últim fàcies Molinot amb superfícies raspallades i decoracions amb crestes. També han aparegut dues vores amb nanses tubulars al material procedent de les remocions dels anys 40 estudiades per J. Gràcia típicament de les fases Montboló de Guilaine, que tenen un sentit cronològic de transició del Neolític antic evolucionat cap al Neolític mitjà, ja que és un element de contacte cultural. També hi ha material epicampaniforme la principal característica del qual és la seva decoració amb garnaldes de serrels, associat a 6 formes principals, i derivat del campaniforme regional amb tècnica incisa o impresa. Aquest grup decoratiu, conegut com d'Arbolí està datat entre el 1850 aC i principis del Bronze mitjà. El material atribuïble al bronze es caracteritza per la presència de vores amb cordons digitals, vores amb impressions digitals, formes troncocòniques, vores arrodonides de superfície brunyida o allisada, vores exvasades de llavi arrodonit i vores planes. Més concretament atribuïbles al Bronze final són fragments de bases planes i un fragment de ceràmica brunyida amb acanalats i vores excasades i bisellades.
A nivell ibèric s'ha trobat ceràmica comuna amb algunes vores pintades de kalathos i un vas bitroncocònic de grisa ibèrica i alguns fragments de plats de campaniana A, fet que per a J. de la Vega indica que la cova pot tenir una funció de santuari. L'AECC va trobar dues monedes ibèriques una amb el típic genet i la llegenda CESSE, a més d'una fíbula anular i ceràmica de parets i comuna de cuina romana.
En el vestíbul es localitzen, en un nivell quasi superficial, fragments de grisa medieval i terrissa moderna, que pot ser indicatiu de l'ús per part dels pastors.
Per a tractar la informació referent a les restes de fauna recuperada Anna Mir es va remetre a l'excavació de Baldellou del 1979-80 i va identificar els tipus de restes corresponents a cada estrat. Estrat II: Meles meles, Ovis aries, Sus scrofa, Ortycolagus cuniculus, Lepus europeus, Canis familiares. Estrat III: Ortycolagus cuniculus, Ovis aries, Perdix cinerea, Linx pardia, Vulpes vulpes. Estrat IV: Cervus elaphus, Ortyctulagus cuniculus, Cepea nemoralis, Equus cavallus galicus. La fase II i III és representativa d'una fauna neolítica representada quasi exclusivament per fauna domèstica, especialment ovella, mentre que la salvatge per linx, probablement indicador de bosc esclarissat i matolls. L'estrat IV correspon a l'Epipaleolític microlaminar i mostra un canvi en la fauna, especialment per la no presència d'animals domèstics i presència de cérvol i cavall. Les anàlisis pol·líniques de l'estrat III de la campanya del 1972, mostren presència de Pinus sp i herbàcies com Cyperaceae i Graminiae de tipus silvestre i un gra de Fraxinus. En l'estrat IV Pinus cf. silvestris, Buxus semperviens, Quercus sp, algunes cupresàcees i gramínies salvatges. Encara el baix número de cada tàxon dona un caràcter relatiu als resultats pol·línics, tot i que sembla correspondre amb el model d'espècies que es corresponen per cada època.
De l'excavació de V. Baldellou del 1972 també es van revisar les restes humanes per part d'Oriol Mercadal Fernàndez, dins d'un projecte d'estudi de les poblacions prehistòriques del Penedès. El nombre d'individus era 2, un madur o senil, amb lleus símptomes d'artrosi i un juvenil que presenta encara restes en formació.
Per altra banda la indústria òssia des de la publicació de Giró 1979-80 es menciona sense cap descripció, identificant només tres punxons i una espàtula fragmentada. L'AECC de Mediona va trobar també el 1980 quatre punxons, un d'ells amb secció plana, d'aspecte associable a l'Epipaleolític-Neolític antic. La indústria no epipaleolítica és escassa i de trets poc significatius. Baldellou en el seu estudi del 1979-80 la diferencia per 6 elements retocats, tot fulles i ascles amb retocs marginals, excepte una possible punta de fil transversal i dues osques i una rascadora marginal, sobre un total de 12 ascles, 2 làmines, i 2 nuclis i cap fragment de destral polida o molí.